# Désiré Doué
Désiré Nonka-Maho Doué, född 3 juni 2005 i Angers, är en fransk fotbollsspelare.

## Karriär
Désiré Doué inledde sin seniorkarriär i Rennes B-lag år 2021. Han debuterade i dess A-lag 2022. Sedan 2024 spelar han i Paris Saint-Germain. Han har representerat Frankrike på olika ungdomsnivåer sedan 2021. Vid olympiska sommarspelen 2024 i Paris ingick han i det franska laget som tog silver efter att ha förlorat finalen mot Spanien.